# Le Cirque du docteur Lao
Pour plus de détails, voir Fiche technique et Distribution.
Le Cirque du docteur Lao (7 Faces of Dr Lao) est un film américain, sorti en 1964. Il s'agit d'une adaptation du roman de Charles G. Finney intitulé également Le Cirque du Dr Lao.

## Synopsis
Un vieux chinois au penchant immodéré pour les déguisements et la magie, prend sept identités différentes pour rétablir l'harmonie d'une petite ville perturbée par certains individus.

## Fiche technique
- Titre original : 7 Faces of Dr Lao
- Titre français : Le Cirque du docteur Lao
- Réalisation : George Pal
- Scénario : Charles Beaumont et Ben Hecht d'après le livre de Charles G. Finney
- Photographie : Robert J. Bronner
- Musique : Leigh Harline
- Production : George Pal
- Direction artistique : George W. Davis et Gabriel Scognamillo
- décors de plateau : Henry Grace et Hugh Hunt
- Société de production : Metro-Goldwyn-Mayer
- Pays d'origine : États-Unis
- Format : Couleurs - 1,85:1 - Mono
- Genre : thriller, western
- Durée : 100 minutes
- Date de sortie : 1964

## Distribution
- Tony Randall (VF : Philippe Ogouz) : Dr Lao / L'abominable bonhomme de neige / Merlin  / Apollonius de Tyana / Pan / Le Grand serpent / Meduse / Membre de l'audience
- Barbara Eden (VF : Catherine Privat) : Angela Benedict
- Arthur O'Connell : Clint Stark
- John Ericson : Ed Cunningham
- Noah Beery Jr. : Tim Mitchell
- Lee Patrick (VF : Jane Val) : Mrs. Howard Cassin
- Minerva Urecal : Kate Lindquist
- John Qualen : Luther Lindquist
- Frank Kreig : Peter Ramsey
- Peggy Rea : Mrs. Peter Ramsey
- Eddie Little Sky (en) : George C. George
- Royal Dano : Carey
- Argentina Brunetti : Sarah Benedict
- John Doucette : Lucas
- Dal McKennon : Lean Cowboy
- Frank Cady : Mayor James Sargent
- Douglas Fowley : Cowboy
- Chubby Johnson : Fat Cowboy